# Reinado Internacional del Café 2022
El Reinado Internacional del Café 2022 fue la quincuagésima (50.º) edición del certamen Reinado Internacional del Café, que se llevó a cabo el día 8 de enero de 2022, durante el marco de la Feria de Manizales, celebrada en la ciudad de Manizales, Colombia, donde candidatas de 20 diferentes países productores y exportadores de café compitieron por el título y la corona internacional. Al final del evento, la reina saliente Iris Guerra de El Salvador coronó a Ismelys Velásquez de Venezuela como su sucesora.
El concurso fue transmitido por el canal regional Telecafé con señal abierta en línea en vivo para más de 100 países, a través de su página de web. También a través de la cadena internacional Nuestra Tele y el canal regional TRO.

## Resultados
| Posiciones                        | Candidata                            |
| --------------------------------- | ------------------------------------ |
| Reina Internacional del Café 2022 | - Venezuela - Ismelys Velásquez      |
| Virreina Internacional del Café   | - Brasil - Maria Eduarda Valotto     |
| 1.ª Princesa                      | - Colombia - Mariana Loaiza          |
| 2.ª Princesa                      | - El Salvador - Luciana Martínez     |
| 3.ª Princesa                      | - Estados Unidos - Rebecca Stoughton |

## Premios especiales
| Premio              | Candidata                        |
| ------------------- | -------------------------------- |
| Mejor Cabello       | - El Salvador - Luciana Martínez |
| Mejor Sonrisa       | - Colombia - Mariana Loaiza      |
| Reina de la Policía | - Honduras - Dayana Bordas       |

## Jurado calificador
- María Stella Volpe - Reina Internacional del Café 1972.
- Juan Pablo Murillo - Diseñador de Modas.
- Varo Vargas - Mister Supranacional 2021.
- Harry Levy - Presentador de Televisión.
- Ana María Davis - Primera Finalista de Señorita Panamá 1994.

## Candidatas
20 candidatas participaron en la final.
| País           | Candidata                                 | Edad | Estatura | Lugar de Origen           |
| -------------- | ----------------------------------------- | ---- | -------- | ------------------------- |
| Alemania       | Nuria Sánchez Almanazi                    | 25   | 1.74 m   | Múnich                    |
| Bolivia        | Camila Banzer Pardo                       | 20   | 1.67 m   | Santa Cruz                |
| Brasil         | Maria Eduarda Valotto                     | 21   | 1.73 m   | Cianorte                  |
| Canadá         | Dominique Doucette                        | 26   | 1.78 m   | Quebec                    |
| Colombia       | Mariana Loaiza Cifuentes                  | 20   | 1.72 m   | Buga                      |
| Costa Rica     | Mariella de Jesús Conejo Benavides        | 27   | 1.74 m   | San José                  |
| Cuba           | Jennifer Álvarez Ruiz                     | 27   | 1.65 m   | San Francisco de Campeche |
| Ecuador        | Blanca Mireya Rendón Carchi               | 24   | 1.72 m   | Cuenca                    |
| El Salvador    | Luciana Fernanda Martínez Cienfuegos      | 22   | 1.72 m   | Santa Ana                 |
| España         | Andrea De Cozar Martín                    | 26   | 1.78 m   | Málaga                    |
| Estados Unidos | Rebecca Linn Stoughton                    | 28   | 1.79 m   | Peoria                    |
| Haití          | Angelique Sinelia François                | 25   | 1.68 m   | Puerto Príncipe           |
| Honduras       | Kessy Dayana Bordas Rodríguez             | 22   | 1.74 m   | Ahuas                     |
| Hong Kong      | Elizabeth Tran                            | 27   | 1.74 m   | Miami                     |
| México         | Adriana Daniela Ramírez Cruz              | 27   | 1.76 m   | Colima                    |
| Panamá         | Ariela Mercedes Combe Carranza            | 28   | 1.73 m   | Ciudad de Panamá          |
| Paraguay       | Érika Araceli Jara Muñoz                  | 20   | 1.70 m   | Pilar                     |
| Perú           | Luz Fiorella Rosales Delgado              | 22   | 1.75 m   | Trujillo                  |
| Uruguay        | Fiorella Belén Lema Satera                | 24   | 1.71 m   | Montevideo                |
| Venezuela      | Ismelys Milagros Del Valle Velásquez Lugo | 22   | 1.74 m   | La Guaira                 |